# Givi Kiladze-stadion

Givi Kiladze-stadion är en fotbollsarena i den georgiska staden Kutaisi. Stadion används till flera evenemang, men främst är den använd för fotbollsmatcher då den är hemmaarena till Umaghlesi Liga-klubben Torpedo Kutaisi. Stadion är en av de större i Georgien, och hade en publikkapacitet på 19 400 åskådare innan den renoverades.
År 2010 drogs en större renovering av arenan igång. Samtliga stolar på sittplats byttes ut, en ny resultattavla installerades, ett nytt belysningssystem, takreparation samt att omklädningsrummen renoverades. I och med renoveringen togs samtliga ståplatser bort och därför minskades kapaciteten till 14 700 åskådare.

### Fotnoter
1. ↑  ”მიხეილ სააკაშვილი დღეს ქუთაისის "ტორპედოს" სტადიონს გხსნის”. GHN. 28 maj 2010. Arkiverad från originalet den 25 maj 2012. https://archive.is/20120525035939/http://ghn.ge/news-15816.html. (georgiska)